# NEXTアーティスト
NEXTアーティスト（ネクストアーティスト、2022年 - ）は、東京ミッドタウン日比谷 (千代田区有楽町　事業者：三井不動産) を運営する東京ミッドタウンマネジメント株式会社が、芸術文化・伝統芸能の発信と若手のアーティスト活躍応援を目的として実施する若手アーティスト発掘支援プロジェクト。

## プロジェクト・概要
日本のブロードウェイとして日比谷・銀座の街から“新しい才能”を発掘・発信することを目的に、演出家・宮本亞門の呼びかけによりミュージカル、ジャズ・ポップス、クラシック音楽、ダンス、伝統芸能など各界で活躍するプロフェッショナルによって選出。毎年、数千名のアーティストの応募の中から選考により10組程度の「NEXTアーティスト」を決定し、選出された「NEXTアーティスト」は、エンターテインメントの祭典 「Hibiya Festival」（2018年 - ）への出演権、出演料を授与。
Hibiya Festival への出演以外にも継続的にパフォーマンスの機会の提供などエンターテインメント業界に新風を巻き起こし、新たな芸術の世界を切り開くJAPAN VALUEの発掘を目指す。

## 実施・部門
ミュージカル、ジャズ・ポップス、クラシック音楽、ダンス、伝統芸能などジャンルは不問。

## 求める人材
ライブパフォーマンス（音楽、ダンス、声楽など分野は問わない）において一定の実力を有しながらも独自性を追求したアーティスト。
パフォーマンスにおける創作企画力や自らを売り込む発信力があるアーティスト。

## 応募資格
・プロアマ不問。（アマチュアの場合プロを目指して活動している者、プロに準ずる者に限る）
・事務所への所属有無は不問。
※有観客による有料ライブ等への出演経験がある方。
・満40歳以下の方
・日本国籍以外の方は在留資格を有する方
・「Hibiya Festival」期間中に出演が可能な方

## 審査員
宮本亞門の呼びかけによりミュージカル、ジャズ・ポップス、クラシック音楽、ダンス、伝統芸能など各界で活躍するプロフェッショナルにより構成。平原綾香、三浦文彰、尾上菊之丞、akane、小名川高弘、栗栖良依、入山功一、FISHBOY、花柳源九郎、上山竜治などが歴任。

## 過去に選出された”NEXTアーティスト
```
第1回 2022
```

```
第2回 2023
```

```
第3回 2024
```

```
第4回 2025
```